# 誕生日のチャチャチャ
『誕生日のチャチャチャ』（たんじょうびのチャチャチャ）は、イタリアの童謡を原曲とする日本の楽曲。またこの歌曲の原曲となったイタリア語の歌もこの名称で言及されることがある。
- 作詞：シルベリオ・ピスー (Silverio Pisu) / 訳詞：峯陽
- 作曲：ジャンネット・ヴィルム（名義は「ヴィルヘルム」） / 編曲：玉木宏樹

## イタリア語原曲
原曲は1970年開催のイタリアの国際歌唱コンクール『ゼッキーノ・ドーロ』の第12回入賞曲『Che Bella Festa Sara』（原題の大意：どんな素敵なパーティーになるかしら）。もうすぐ誕生日を迎える主人公が、皆と共に音楽会を開いて大騒ぎしようという内容を、チャチャチャのリズムに乗って歌っている。歌唱はダニエーラ・パガーニ。

## 日本語カバー版
1972年2月 - 3月、NHKの『みんなのうた』で紹介された。歌は当時「劇団こまどり」に所属していた子役で、現在は声優として活躍している玉川砂記子（当時10歳）。コーラスは坂本児童合唱団。映像は、カルロス・マルキオリが描いた絵を、切り抜いてアニメートした独特の作品。「玉川」・「坂本」・「カルロス」のトリオは、同年10月に『みんなのうた』で紹介された『ゼッキーノ・ドーロ』出身曲『マヌエロ』にも、それぞれ歌・コーラス・アニメーターとして担当している。放送では間奏とコーダの一部が省略された。
定時番組での再放送は1972年8月 - 9月と1975年4月 - 5月の2回のみだが、2007年12月31日にNHK-FMで放送された『今日は一日みんなのうた三昧』でも紹介、そして2020年12月18日と2021年1月22日には『みんなのうたリクエスト』でも再放送される。現在はDVDに収録されている。
なお『リクエスト』での放送は、タイトル表示部はDVD収録版を使用（現在定時番組で使用されている映像は使用せず）、曲映像部はサイドパネルは添えたものの、画像は初期の映像をデジタルリマスター化せずにそのまま放送、そして歌手・映像製作者・歌詞の各テロップは初期映像版の上から新たに被せている。
カルロスはその後、日本でライオンのキャラクター『ライオンちゃん』を作成、 フジテレビの『ライオンのいただきます『ライオンのごきげんよう』に登場した。